# 1792 في فرنسا
فيما يلي قوائم الأحداث التي وقعت خلال عام 1792 في فرنسا.

## أحداث
- 20 سبتمبر – معركة فالمي

## ظهور
- 6 مايو – لامارسييز
- 6 مايو – لامارسييز

## مواليد

### مايو
- 21 مايو – غاسبارد-غوستاف كوريوليس

### نوفمبر
- 28 نوفمبر – فكتور كوزان فيلسوف فرنسي.

### يناير
- 1 يناير – ليغال دو كورمور (مواليد 1702) لاعب شطرنج فرنسي.

### أبريل
- 25 أبريل – نيكولا جاك بيليتييه (مواليد 1800)